# 莫雷拉人足球俱乐部
莫雷倫斯足球俱樂部（葡萄牙語：Moreirense Futebol Clube）是葡萄牙的一家足球俱樂部。球隊參加葡萄牙足球超級联赛的賽事。

## 榮譽

### National
葡萄牙聯賽盃
- 冠軍 (1)： 2016–17

Segunda Liga
- 冠軍 (2)： 2001–02, 2013–14

Portuguese Second Division
- 冠軍 (2)： 1994–95, 2000–01

### Regional
AF Braga Second Division
- 冠軍 (1)： 1942–43

## 外部連結
- Official website （页面存档备份，存于） （葡萄牙文）
- Zerozero team profile